# Chupa-dente-de-capuz
O chupa-dente-de-capuz ou papa-mosquitos-de-capuz (Conopophaga roberti) é uma espécie de ave da família Conopophagidae.
É endémica do Brasil.
Os seus habitats naturais são: florestas secas tropicais ou subtropicais e florestas subtropicais ou tropicais húmidas de baixa altitude.